# Pharaphodius discoidalis
Pharaphodius discoidalis är en skalbaggsart som beskrevs av Karl Henrik Boheman 1857. Pharaphodius discoidalis ingår i släktet Pharaphodius och familjen Aphodiidae. Utöver nominatformen finns också underarten P. d. neghellinus.